# Corona groenlandesa
La corona (en groenlandés: koruuni) es una moneda cuyo uso se planeó para Groenlandia. Actualmente circula la corona danesa, y en consecuencia no tiene un código ISO 4217 independiente. 

## Historia
Durante la última parte del siglo XIX, mientras Groenlandia todavía era una colonia danesa, varias compañías mineras que trabajaban en Groenlandia emitieron sus propias monedas. También se acuñó dinero específico en zinc en la colonia de Ammassalik. Entre 1926 y 1964 el gobierno danés se hizo con el monopolio del comercio de la isla a través del Kongelig Grønlandske Handel e introdujo una serie de monedas distintivas para Groenlandia. En 1944, la administración colonial introdujo una moneda de 5 coronas, utilizando un diseño similar a la moneda de 1 corona pero acuñada en la ceca de Filadelfia. Aunque las colonias de Groenlandia fueron incorporadas a Dinamarca en 1953 al cambiar la constitución danesa, la administración groenlandesa siguió emitiendo sus propios billetes hasta 1968.
En 2006, el gobierno danés y el parlamento groenlandés anunciaron un acuerdo para emitir billetes específicos para su uso en Groenlandia, al igual que ya sucede con la corona feroesa. En mayo de 2007 el parlamento danés aprobó una ley por unanimidad sobre esta nueva emisión de billetes. Dicha ley, especifica que la corona danesa es la única moneda legal de Dinamarca y sus territorios, y que los billetes groenlandeses y feroeses son una forma particular de la corona danesa.

## Monedas
En 1926, se introdujeron monedas de 25 øre de cupro-níquel, 50 øre y 1 corona de bronce-aluminio. Las monedas tenían las mismas características técnicas que las danesas. Sin embargo, la moneda de 25 øre no tenía agujero aunque algunas se retiraron de la circulación, se agujerearon y se volvieron a emitir. En 1944, se añadieron monedas de 5 coronas de latón. En 1957 se emitió una nueva serie de monedas de 1 corona de bronce-aluminio, a las que siguieron versiones de cupro-níquel en 1960 y 1964.

## Billetes
En 1874, el Handelsstederne i Grønland emitió billetes de 50 øre y 1 corona, seguidos de billetes de 25 øre al siguiente año. En 1887, se introdujeron billetes de 5 coronas. El Handelsstederne continuó emitiendo billetes hasta 1905. En 1911, el Kongelige Grønladske Handel empezó a emitir papel moneda, con billetes en denominaciones de 25 y 50 øre, 1 y 5 coronas.
En 1913, se introdujeron billetes coloniales en denominaciones de 25, 50 øre, 1 y 5 coronas. Desde 1926, los billetes coloniales se sellaron con el texto Grønlands Styrelse, y las denominaciones inferiores a 5 coronas dejaron de producirse para añadir denominaciones de 10 y 50 coronas.
En 1953, el Kongelige Grønlandske Handel volvió a emitir billetes de 5, 10 y 50 coronas, y añadió billetes de crédito (Kreditsedler) de 100 coronas. Los billetes siguieron emitiéndose hasta 1967.